# Serra do Bugio
A Serra do Bugio é uma montanha situada na cidade de Pé de Serra, no estado da Bahia. O local também é um dos pontos turísticos e pode ser considerado o cartão-postal pé-de-serrense, sendo também um dos locais do descobrimento da cidade, em 1742.